# 최창엽
최창엽(한국 한자: 崔昌燁, 1989년 7월 22일~)은 대한민국의 배우였다.

## 주요 이력
- 경상북도 경주에서 출생하였고 지난날 한때 경기도 고양에서 잠시 유아기를 보낸 적이 있는 그는 2006년 중앙대학교 신문방송학과 영상제 청소년부 대상을 수상하면서 데뷔하였다.
- 이후 2009년 뮤지컬에 출연하였고, 2011년 2월 KBS 한국방송공사 TV 드라마에 마지막 출연하였다.
- 5년 후인 2016년 9월, 마약류관리에 관한 법률위반 혐의로 구속 수감되었고[1] 이 과정에서 KBS, MBC 출연금지 명단에 올라야 했고 나중에는 SBS에서도 출연금지 명단에 올랐다.
- 처벌 받은 이후, 연예계에서 쫓겨났으며 현재 회사원으로 직업을 변경했다.

## 학력
- 한국애니메이션고등학교 영상연출학과 (졸업)
- 고려대학교 미디어학부 (졸업)

## 출연작

### 뮤지컬
- 2009년 《포기와 베스》 ... 짐 역(단역)

### 텔레비전 예능 프로그램
- 2011년 MBC 《일요일 일요일 밤에 - 뜨거운 형제들》
- 2011년 KBS2 《휴먼 서바이벌 도전자》 - 8위
- 2013년 tvN 《더 지니어스 : 게임의 법칙》
- 2013년 tvN 《SNL 코리아》
- 2016년 tvN 《뇌섹시대 문제적 남자》마지막

### 텔레비전 드라마
- 2011년 KBS2 TV소설 《복희 누나》 ... 한복남(홍도진) 역
- 2012년 SBS 월화드라마 《신의》 ... 시울 역
- 2012년 KBS2 월화 미니시리즈 《학교 2013》 ... 김민기 역
- 2013년 KBS1 일일연속극 《지성이면 감천》 ... 왕현모 역
- 2014년 KBS2 TV소설 《순금의 땅》 ... 윤영수 역
- 2015년 MBC 에브리원 웹드라마 《0시의 그녀》 ... 최창엽 역
- 2015년 KBS2 TV소설 《그래도 푸르른 날에》 ... 이정훈 역 마지막

### 영화
- 2013년 《완전 소중한 사랑》 ... 어린 온유 역

### 뮤직 비디오
- 2012년 에피톤 프로젝트 - 새벽녘

### 라디오 프로그램
- 2015년 EBS FM 《EBS 책 읽는 라디오 낭독 시리즈》

### CF 광고
- 2013년 하이트진로 - 매화수 옥탑방 편
- 2013년 알지피코리아 - 요기요 배고파 편 (이설과 함께 출연)

## 연출작

### 영화
- 2006년 《우유혁명》- 비공식 데뷔작
- 2012년 《내가 기억하는 것》- 첫 감독 데뷔작

## 수상
- 2006년 중앙대학교 신문방송학과 영상제 청소년부 대상
- 2006년 국제 청소년영화제 청소년부 대상
- 2006년 동량 청소년종합예술제 은상
- 2006년 퍼블릭액세스 시민영상제 은상
- 2006년 대한민국 청소년미디어대전 영화부문 동상
- 2012년 부산디지털콘텐츠 유니버시아드 다큐멘터리부문 우수상

## 사건·사고
2016년 5월경 지인과 함께 서울 강남구 모처에서 필로폰을 투약한 것이 적발되어 2016년 9월 서울 관악구 신림동 자택에서 검거되었으며, 2016년 10월 5일 구속 송치되었다.